# Vilim Rosandić
Vilim Rosandić (* 17. Juni 1996 in Zagreb) ist ein kroatisch-slowakischer Eishockeytorwart, der seit 2023 beim Hockey Club Neuilly-sur-Marne in der Division 1, der zweithöchsten französischen Spielklasse, unter Vertrag steht. Sein älterer Bruder Mislav spielt international für die Slowakei.

## Karriere
Vilim Rosandić begann seine Karriere als Eishockeyspieler in der Jugendabteilung des HK Nitra, für den er in verschiedenen slowakischen Juniorenligen spielte. 2014 wechselte er zum HC 05 Banská Bystrica, für den er in der slowakischen U20-Liga spielt. In der Spielzeit 2014/15 kam er aber auch bereits zu seinem ersten Einsatz in der slowakischen Extraliga. In der Saison 2014/15 erreichte er die geringste Gegentorquote pro Spiel der slowakischen U20-Liga. Die Spielzeit 2016/17 verbrachte er beim HC 07 Detva in der 1. Liga, der zweithöchsten slowakischen Spielklasse, wo er mit dem geringsten Gegentorschnitt maßgeblich zur Meisterschaft seines Klubs beitrug. anschließend wechselte er zum KHL Medveščak Zagreb in die Österreichische Eishockey-Liga, wurde aber auch in der zweiten Mannschaft des Klubs eingesetzt, mit der er 2018 die International Hockey League gewann. Im Januar 2019 wechselte er nach Frankreich zum Nice Hockey Côte d’Azur in die Ligue Magnus, wo er die Saison beendete. Nachdem sein Vertrag dort nicht verlängert worden war, war er zunächst vereinslos, bevor der slowakische Zweitligist HK Spišská Nová Ves im Januar 2020 bis Saisonende unter Vertrag nahm. Ab Sommer 2020 spielte er für den KHL Mladost Zagreb, mit dem er 2021 kroatischer Meister wurde. Anschließend wechselte er zum zweiten Mal nach Frankreich, wo er nach zwei Jahren beim Montpellier Métropole HC seit 2023 beim Hockey Club Neuilly-sur-Marne in der Division 1, der zweithöchsten französischen Spielklasse, unter Vertrag steht.

### International
Für Kroatien nahm Rosandić im Juniorenbereich an der Division II der U18-Weltmeisterschaften 2013, als er zum besten Spieler seiner Mannschaft gewählt wurde, und 2014, als er mit der besten Fangquote des Turniers auch als bester Torwart ausgezeichnet wurde, sowie der U20-Weltmeisterschaften 2014, 2015, als er die geringste Gegentorquote und hinter dem Australier Charlie Smart die beste Fangquote des Turniers erreichte, und 2016, als er hinter dem Ungarn Gergely Arany und dem Litauer Artur Pavliukov die drittbeste Fangquote und hinter Arany den zweitgeringsten Gegentorschnitt des Turniers erzielte, teil.
Im Seniorenbereich stand Rosandić erstmals im Februar 2016 bei der Olympiaqualifikation für die Winterspiele 2018 in Pyeongchang im Kader der kroatischen Herren-Auswahl, kam aber lediglich bei der 0:6-Niederlage gegen die Ukraine zum Einsatz. Im April des Jahres spielte er dann bei der Weltmeisterschaft der Herren in der Division I und erreichte dort hinter dem Ukrainer Eduard Sachartschenko sowohl die zweitbeste Fangquote als auch den zweitgeringsten Gegentorschnitt des Turniers. Auch bei der Weltmeisterschaft 2017 stand er in der Division I im Tor. Nach dem Abstieg 2018, an dem Rosandić nicht beteiligt war, spielte er bei der Weltmeisterschaft 2019 in der Division II und wurde mit der besten Fangquote und dem geringsten Gegentorschnitt auch zum besten Torhüter des Turniers und besten Spieler seiner Mannschaft gewählt. Auch 2022 und 2024, als er erneut als bester Torhüter ausgezeichnet wurde, sowie 2023 spielte er in der Division II. Zudem vertrat er seine Farben bei der Olympiaqualifikation für die Winterspiele in Peking 2022.

## Erfolge und Auszeichnungen
| - 2016 Geringster Gegentorschnitt der slowakischen U20-Liga - 2017 Meister der slowakischen 1. Liga mit dem HC 07 Detva - 2017 Geringster Gegentorschnitt der slowakischen 1. Liga | - 2018 Gewinn der International Hockey League mit dem KHL Medveščak Zagreb - 2021 Kroatischer Meister mit dem KHL Mladost Zagreb |

### International
| - 2014 Höchste Fangquote bei der U18-Weltmeisterschaft der Division II, Gruppe A - 2014 Bester Torwart der U18-Weltmeisterschaft der Division II, Gruppe A - 2015 Aufstieg in die Division II, Gruppe A, bei der U20-Weltmeisterschaft der Division II, Gruppe B - 2015 Geringster Gegentorschnitt bei der U20-Weltmeisterschaft der Division II, Gruppe B - 2019 Geringster Gegentorschnitt und höchste Fangquote bei der Weltmeisterschaft der Division II, Gruppe A | - 2019 Bester Torwart der Weltmeisterschaft der Division II, Gruppe A - 2022 Bester Torwart der Weltmeisterschaft der Division II, Gruppe A - 2024 Aufstieg in die Division I, Gruppe B, bei der Weltmeisterschaft der Division II, Gruppe A - 2024 Geringster Gegentorschnitt und höchste Fangquote bei der Weltmeisterschaft der Division II, Gruppe A - 2024 Bester Torwart der Weltmeisterschaft der Division II, Gruppe A |